# 華人之聲
華人之聲（英語：Chinese Voice）是奧克蘭市的華人廣播電台，於2004年2月13日開台，母公司的前身為中華電視網，目前旗下的資產轉由佳訊全媒體持有。華人之聲一共有兩條頻道，分別是粵語台FM99.4真快活（Real Good Life）和華語台AM936新超凡（New Supremo）。
中华电视网的主席为Polly Kwan女士。

## 簡介
華人之聲的前身為英語廣播的縣區──曼努考電台（Counties Manukau Radio），該台於1996年啓播，頻道為AM936，並於1998年增設轉播站FM95.8。中華電視網於2003年10月購入該兩條頻道，並於2004年2月將AM936和FM95.8分別改為華語台「AM936新超凡」（全名：華人之聲廣播電台國語廣播）和粵語台「FM95.8 真快活」。真快活的頻率於2009年11月從FM95.8調往FM99.4，而新超凡亦增設轉播站FM104.2，之后104.2独立出来，成为专门的音乐台。
粵語台「FM99.4真快活」：轉播香港商業電台、香港電台和新城電台的電台節目，使當地的香港移民能夠時刻保持與香港的聯繫。此外亦於工作日自製早晨節目《Hello!紐西蘭》及下午節目《講呢D講嗰D》。
華語台「AM936新超凡」：轉播來自中央人民廣播電台、上海東方廣播電台、台灣飛碟電台的節目，此外亦於工作日自製早晨節目《我愛紐西蘭》和下午新聞節目《新聞今日談》。這兩個自製節目並於同屬中華電視網的中文電視8頻道同步播放。

## 近况
2021年，原中華電視網宣佈清盤，旗下資產轉由佳訊全媒體持有。目前擁有AM936華人之聲新聞台與Love FM99.4交通音樂廣播等，兩個中文頻道。

## 外部連結
- 華人之聲網站